# Zolani Mahola
Zolani Mahola (sinh ngày 19 tháng 7 năm 1981) là một ca sĩ, diễn viên, người Nam Phi, ca sĩ chính của nhóm nhạc Nam Phi Freshlyground.

## Tiểu sử
Mahola được sinh ra tại thành phố Port Elizabeth, thủ phủ của tỉnh Eastern Cape, Nam Phi. Cô lớn lên gần phía Đông London ở Bhisho, và theo học trường trung học Trinity (sau này đã sáp nhập vào trường St Priic's Priory).
Cô làm nhân viên tiếp tân tại Makro vào cuối tuần và ngày nghỉ học. Cô ở lại với cha và em gái của mình từ năm 1999 đến năm 2001. Năm 2011, Zolani và Freshlyground đã có một buổi hòa nhạc miễn phí trên phố Ntshekisa như một phần trong chuyến lưu diễn kỷ niệm 10 năm hoạt động của họ.
Sau khi học kịch tại Đại học Cape Town, cô được chọn đóng vai chính trong bộ phim truyền hình Tsha-Tsha, phát sóng trên SABC 1. Mahola lồng tiếng cho nhân vật Zoë trong bộ phim hoạt hình Zambezia (2012), và đã thu âm bài hát "Get Up" cho bản nhạc nền của phim hoạt hình này.
Vào tháng 3 năm 2013, Mahola đã công bố lần mang thai đầu tiên của mình. Vào ngày 8 tháng 8 năm 2013, Mahola sinh một đứa con trai tên là Zazi Bastion Mahola-Klemp  với Nicholas.

### Sự nghiệp âm nhạc
Mahola và sáu nhạc sĩ khác đã thành lập Freshlyground ở Cape Town vào năm 2002.
Sau khi Freshlyground xuất bản album thứ hai của họ, Nomvula, vào năm 2004, The Sunday Times mô tả Mahola là một trong những ca sĩ trẻ tốt nhất và đầy cảm hứng nhất của Nam Phi.
Cô đến Cape Town, Durban và Pretoria với ca sĩ nhạc pop người Anh Robbie Williams vào năm 2006, Freshlyground biểu diễn như một vai diễn hỗ trợ của Williams.
Cô hát trong album phòng thu thứ ba của The Parlotones, Stardust Galaxies (2009).
Tại World Cup 2010, Mahola, với Freshlyground và Shakira, biểu diễn "Waka Waka (This Time for Africa)" trong lễ khai mạc và bế mạc. "Waka Waka (This Time for Africa)" là bài hát chính thức của FIFA World Cup năm 2010.
Tại Lễ trao giải Phụ nữ của năm 2011, được tổ chức vào ngày 25 tháng 7 tại Johannesburg, Mahola là một trong tám người phụ nữ được vinh danh bởi hạng mục người phụ nữ quyến rũ Nam Phi.